# 河西阿魏
河西阿魏（学名：Ferula hexiensis）为伞形科阿魏属的植物，为中国的特有植物。分布于中国大陆的甘肃等地，生长于海拔2,300米的地区，多生长于山坡低湿处，目前尚未由人工引种栽培。